# جراحة العيادة الخارجية
جراحة العيادة الخارجية، وتعرف أيضًا باسم الجراحة السامحة بالتجول أو الجراحة المِسْياريَّة أو الجراحة النهارية أو الجراحة بنفس اليوم أو جراحة اليوم الواحد، هي جراحةٌ لا تتطلب الإقامة في المستشفى. نشأ المصطلح من حقيقة أن المرضى الذين خضعوا للجراحة يمكنهم الدخول والخروج من المستشفي في نفس اليوم ومن مزاياها أنها توفر قدرًا أكبر من الراحة وخفض التكاليف.

## مراكز جراحات اليوم الواحد
مراكز جراحة اليوم الواحد، المعروفة أيضا باسم مراكز جراحة العيادات الخارجية ومراكز جراحة اليوم نفسه، عادة ما تكون هذه الجراحة أقل تعقيدًا من تلك التي تتطلب دخول المستشفى وبالتالي يمكن أن يؤدي تجنب دخول المستشفى إلى توفير التكاليف للجهة المسؤولة عن دفع تكاليف الرعاية الصحية للمريض.
تتخصص هذه المراكز في تقديم الجراحة، بما في ذلك إدارة الألم والتشخيص (على سبيل المثال ، خدمات جراحة عضلات العين في العيادات الخارجية. بشكل عام، يمكن تسمية الخدمات المقدمة بالعمليات. يمكن اعتبار هذه الإجراءات أكثر شدة من تلك التي يتم إجراؤها في عيادة الطبيب العادي ولكنها ليست شديدة لدرجة تتطلب الإقامة في المستشفى. غالبًا ما يوفر مركز الجراحة المتنقلة والمستشفى المتخصص مرافق مماثلة ويدعمان أنواعًا مماثلة من الجراحات. قد يوفر المستشفى التخصصي نفس الإجراءات أو إجراءات أكثر تعقيدًا، وغالبًا ما يسمح المستشفى التخصصي بإقامة لمدة ليلة واحدة. لا تقدم المراكز خدمات الطوارئ بشكل روتيني للمرضى الذين لم يتم قبولهم في هذه المراكز لإجراء آخر.